# Le Trésor de Virgule
 (janvier 2015).
Si vous disposez d'ouvrages ou d'articles de référence ou si vous connaissez des sites web de qualité traitant du thème abordé ici, merci de compléter l'article en donnant les références utiles à sa vérifiabilité et en les liant à la section « Notes et références ».
Le Trésor de Virgule est le 16e album de la série et une aventure complète d'Achille Talon. L'album est paru en 1977 et est repris dans le tome 6 de l'intégrale Mon Œuvre à moi.

## Résumé
Achille Talon se retrouve malgré lui entraîné dans une aventure au Platopabo, improbable pays d'Amérique latine. Il va y retrouver Virgule de Guillemets partie avec sa camériste Hécatombe à la recherche du trésor de l'oncle Batrassyen…